# Trương Hàm Vận
Trương Hàm Vận (tiếng Anh: Baby Zhang) là nữ ca sĩ, diễn viên người Trung Quốc.

## Tiểu sử
Trương Hàm Vận từ nhỏ đã thích biểu diễn, 3 tuổi bắt đầu học múa, được thầy giáo nhận xét là "giỏi múa hát", là cây văn nghệ của trường .

## Sự nghiệp
Năm 2004, Trương Hàm Vận tham gia cuộc thi "Siêu cấp nữ thanh" mùa đầu tiên do đài truyền hình vệ tinh Hồ Nam tổ chức, giành giải á quân khu vực Thành Đô, lọt vào top 5 chung cuộc và cuối cùng đạt giải quý quân. Từ đó chính thức gia nhập làng giải trí .
Đầu năm 2005, Trương Hàm Vận là khách mời biểu diễn tại Lễ hội đèn lồng và Tiệc mừng năm mới của Truyền hình Hồ Nam , đồng thời trở thành người đại diện hình ảnh của "Super Girl" 2005 và người phát ngôn của sản phẩm đồ uống sữa chua Mông Ngưu . Ngày 29/5, ca hội đặc biệt "Âm họa thời thượng" của kênh truyền hình CCTV được ghi hình tại trung tâm thể thao Phong Đài Bắc Kinh, đây là lần đầu tiên một nữ tuyển thủ Siêu cấp nữ thanh xuất hiện trên sân khấu của đài truyền hình trung ương Trung Quốc. Tỷ suất người xem của chuyên mục đã đạt kỷ lục mới . Tháng 7 cùng năm, Trương Hàm Vận phát hành album solo đầu tiên "Tôi là Trương Hàm Vận", album bán chạy nhất năm 2005 với 800.000 bản. Ngày 10 tháng 9, Trương Hàm Vận tham gia ghi hình chương trình dành cho thiếu nhi của kênh CCTV — "Lựa chọn của trẻ em" (phát sóng vào ngày 12 tháng 11) .
Tháng 3 năm 2006, Trương Hàm Vận đóng vai chính trong bộ phim truyền hình đầu tiên "Lãng kính thiên nhai" . Tháng 4 cùng năm, phiên bản Hồng Kông của Album "Tôi là Trương Hàm Vận" được phát hành.
Tháng 2 năm 2007, album solo thứ hai "Thanh xuân vô địch" được phát hành. Tháng 6 cùng năm, vào thời điểm diễn ra kỳ thi tuyển sinh đại học Trung Quốc, Trương Hàm Vận cho biết do áp lực công việc, lịch trình dày đặc, không thể dành thời gian ôn tập nên cô đã không tham gia kỳ thi tuyển sinh đại học, nhưng Trương Hàm Vận cũng nói rằng cô không bao giờ từ bỏ việc học . Tháng 10 cùng năm, album tuyển chọn cá nhân đầu tiên "Mỗi người một giấc mơ" được phát hành. "Mỗi người một giấc mơ" là bài hát chủ đề của bộ phim đầu tiên do Trung Quốc đồng sản xuất với Disney "Bí mật của Bảo hồ lô "  .
Năm 2008, công ty đại diện Thiên Trung Văn Hóa bị giải thể, Trương Hàm Vận được đạo diễn của "Supergirl" giới thiệu đảm nhận một vài công việc dẫn chương trình để kiếm sống .
Tháng 7 năm 2010, Trương Hàm Vận chính thức trở lại, tái xuất trên màn ảnh, tham gia cuộc thi "Phi đồng phàm hưởng" do đài truyền hình vệ tinh Chiết Giang tổ chức, giành giải ba chung cuộc .
Năm 2011, Trương Hàm Vận thi vào Học viện Hý kịch Trung ương để học diễn xuất .
Năm 2012, Trương Hàm Vận tham gia bộ phim "Tình đầu chưa trọn" của đạo diễn Lưu Quyên, đây là bộ phim điện ảnh đầu tay của cô, phát sóng vào năm 2013 . Kể từ tháng 11 cùng năm, Trương Hàm Vận được mời làm "Đại sứ quảng bá ngôn ngữ ký hiệu" cho các hoạt động của Hội người khuyết tật Bắc Kinh nhằm quảng bá ngôn ngữ ký hiệu .
Tháng 7 năm 2015, Trương Hàm Vận tham gia chương trình truyền hình thực tế "Thần tượng đến rồi" của đài truyền hình vệ tinh Hồ Nam .
Năm 2020, Trương Hàm Vận tham gia chương trình lồng tiếng "Thanh lâm lý cảnh (mùa 3)" của đài truyền hình vệ tinh Hồ Nam và giành được vị trí thứ ba. Cùng năm, cô tham gia chương trình thực tế "Tỷ tỷ đạp gió rẽ sóng (Mùa 1) " của Mango TV, vào đến chung kết nhưng không thành đoàn .

## Tác phẩm âm nhạc

### Album / EP
| STT | Tên Album                                   | Loại Album                    | Nhà xuất bản        | Ngày phát hành       | Bài hát trong album |
| 1   | Tôi là Trương Hàm Vận (phiên bản bán trước) | Phiên bản trước khi bán album | Thiên Trung Văn Hóa | 10 tháng 7 năm 2005  | Hiển thị 1. Cuối cùng cũng được nghỉ rồi 2. Trung khảo 3. Mẹ ơi con yêu mẹ 4. Xin chào mọi người 5. Câu chuyện trong Studio 6. Quay MV rất cực khổ 7. Có hối hận khi trở thành nghệ sĩ không？ 8. "Hoàng tử ếch" của tôi 9. Điều muốn làm nhất trong kỳ nghỉ 10. Nói về kiểu tóc 11. Bình luận về album 12. Người tôi muốn cảm ơn 13. Lời nhắn gửi bố mẹ 14. Nói về đáng yêu 15. Nói về các trang web chính thức 16. Lời nhắn dành cho người hâm mộ |
| 2   | Tôi là Trương Hàm Vận                       | Album đầu tiên                | Thiên Trung Văn Hóa | 20 tháng 7 năm 2005  | Hiển thị 1. Cuối cùng cũng được nghỉ rồi【MV】 2. Tinh linh【MV】 3. Trưởng thành một mình【MV】 4. Trung khảo【MV】 5. Nhật ký giấc mơ 6. Mẹ ơi con yêu mẹ【MV】 7. Công chúa ếch 8. Chua chua ngọt ngọt chính là tôi【MV】 9. Chủ nhật 10. Muốn hát cứ hát（Ca khúc chủ đề Supergirl 2015）【MV】 |
| 3   | Baby X'mas Chúc mừng năm mới                | EP                            | Thiên Trung Văn Hóa | 10 tháng 12 năm 2005 | Hiển thị 1. Mùa đáng nhớ nhất【MV】 2. Theo đuổi ước mơ【MV】 3. Chua chua ngọt ngọt chính là tôi 4. Muốn hát cứ hát 5. Cuối cùng cũng được nghỉ rồi |
| 4   | Baby Zhang (Phiên bản đặc biệt Hồng Kông)   | Album đặc biệt                | Thiên Trung Văn Hóa | 19 tháng 4 năm 2006  | Hiển thị 1. Mùa đáng nhớ nhất 2. Mamamia 3. Tinh linh 4. Muốn hát cứ hát 5. Theo đuổi ước mơ 6. Chủ nhật 7. Trung khảo 8. Mẹ ơi con yêu mẹ 9. Chua chua ngọt ngọt chính là tôi 10. Nhật ký giấc mơ 11. Một mình tôi trưởng thành |
| 5   | Thanh xuân vô địch                          | Album thứ hai                 | Thiên Trung Văn Hóa | 3 tháng 2 năm 2007   | Hiển thị 1. Vòng cổ ma thuật của công chúa【MV】 2. Tỏa sáng và lấp lánh【MV】 3. Baby Baby【MV】 4. Mơ về khoảng không gian vô tận 5. Màu trắng 6. Thanh xuân vô đích【MV】 7. Baby and Dear 8. Đôi mắt của ngôi sao【MV】 9. Mamamia【MV】 10. Chỉ cần tôi trưởng thành |
| 6   | Mỗi người một ước mơ                        | Album đặc biệt                | Thiên Trung Văn Hóa | 15 tháng 7 năm 2007  | Hiển thị 1. Mỗi người một ước mơ【MV】 2. Vòng cổ ma thuật của công chúa 3. Tỏa sáng và lấp lánh 4. Baby Baby 5. Mơ về khoảng không gian vô tận 6. Màu trắng 7. Thanh xuân vô địch 8. Baby and Dear 9. Đôi mắt của ngôi sao 10. Mamamia 11. Chỉ cần tôi trưởng thành |

### Đơn khúc
Đơn khúc không có trong album cá nhân
| Năm  | Ngày phát hành | Tên ca khúc                                    | Ghi chú | Hợp tác                                                                            | MV |
| 2010 | 24 tháng 9     | Em không phải là một bản sao                   | Chưa ra mắt chính thức, thể hiện lần đầu tiên trong chương trình "Phi đồng phàm hưởng" của đài truyền hình vệ tinh Chiết Giang |                                                                                    |    |
| 2013 | 15 tháng 5     | Thần tình yêu luôn gõ nhầm cửa                 | Nhạc phim "Tình khúc thanh xuân"                                                                                               |                                                                                    |    |
| 2013 | 6 tháng 6      | Tình đầu chưa trọn                             | Ca khúc chủ đề phim "Tình đầu chưa trọn"                                                                                       |                                                                                    | Có |
| 2013 | 28 tháng 9     | Hãy chăm sóc chính mình                        | Nhạc phim "Vì tình yêu còn nhiều điều tốt đẹp"                                                                                 |                                                                                    | Có |
| 2013 | 28 tháng 9     | Em là gì của anh                               | Nhạc phim "Vì tình yêu còn nhiều điều tốt đẹp"                                                                                 |                                                                                    | Có |
| 2015 | 28 tháng 7     | Bạn là thần tượng                              | Ca khúc chủ đề chương trình " Thần tượng đến rồi"                                                                              |                                                                                    |    |
| 2016 | 26 tháng 1     | Tương tư phú                                   | Nhạc phim " Tân Tiêu thập nhất lang"                                                                                           |                                                                                    |    |
| 2016 | 19 tháng 2     | Vấn biệt                                       | Nhạc phim "Tân tiêu thập nhất lang"                                                                                            |                                                                                    |    |
| 2016 | 9 tháng 4      | Có ước mơ xin đừng từ bỏ                       | Ca khúc chủ đề "Super Girl 2016"                                                                                               |                                                                                    | Có |
| 2016 | 11 tháng 7     | Biên thành lãng tử                             | Ca khúc tuyên truyền phim "Tân Biên thành lãng tử"                                                                             |                                                                                    |    |
| 2017 | 31 tháng 7     | Thất tuyệt                                     | Ca khúc chủ đề game "Thất tuyệt"                                                                                               |                                                                                    |    |
| 2018 | 20 tháng 12    | Thích anh                                      | Đơn khúc |                                                                                    |    |
| 2019 | 20 tháng 2     | Một triệu khả năng                             | Cover, hát gốc: Christine |                                                                                    |    |
| 2019 | 3 tháng 4      | Mượn hoa đào một chút hương thơm               | Nhạc phim "Trùng Nhĩ truyện"                                                                                                   | Vương Long Hoa                                                                     |    |
| 2019 | 29 tháng 9     | Đan thanh mặc lục                              | Đơn khúc | Lam Tâm Vũ                                                                         |    |
| 2020 | 31 tháng 8     | Vui vẻ là được                                 | Ca khúc chủ đề game Khai tâm tiêu tiêu lạc                                                                                     |                                                                                    | Có |
| 2020 | 3 tháng 12     | Hồ ly kêu như thế nào                          | Ca khúc quảng bá phim " Xích hồ thư sinh"                                                                                      |                                                                                    | Có |
| 2020 | 23 tháng 12    | Ôn nhu phản kích                               | Bộ sưu tập sáng tạo theo chủ đề dành cho nữ của NetEase Cloud "Bất cận - Tự kỷ khả kiến"                                       |                                                                                    | Có |
| 2020 | 31 tháng 12    | Song hoa                                       | Nhạc phim "Lưu kim tuế nguyệt"                                                                                                 |                                                                                    |    |
| 2021 | 18 tháng 1     | Dạo                                            | Đơn khúc |                                                                                    |    |
| 2021 | 22 tháng 1     | Bạn và tôi đều là vương giả                    | Ca khúc chủ đề Giải vô địch E-sports dành cho nữ game "Vương giả vinh diệu"                                                    | Kim Thần, Lý Tư Đan Ny, Mạnh Giai, Úc Khả Duy                                      | Có |
| 2021 | 4 tháng 2      | Tôi và ước mơ tôi theo đuổi                    | Ca khúc quảng bá phim "Nhân triều hung dũng"                                                                                   | Vạn Thiến, Hoàng Linh, Mạnh Giai, Chu Tịch Tịch                                    | Có |
| 2021 | 28 tháng 3     | Thiên nhai tiểu vũ                             | Biểu diễn lần đầu trong chương trình "Kinh điển vịnh lưu tuyền"                                                                | Thường Tĩnh (đệm đàn tranh)                                                        |    |
| 2021 | 10 tháng 7     | Cực tốc chiến cơ                               | Ca khúc chủ đề game "QQ Speed"                                                                                                 |                                                                                    |    |
| 2021 | 22 tháng 9     | Cuộc sống của chúng ta tràn đầy ánh mặt trời   | Kỷ niệm 100 năm thành lập Đảng Cộng sản Trung Quốc                                                                             |                                                                                    | Có |
| 2021 | 27 tháng 9     | Ung                                            | | Cát Đông Kỳ                                                                        |    |
| 2021 | 25 tháng 11    | Tình yêu mỹ vị                                 | Ca khúc chủ đề "Yêu Rất Mỹ Vị"                                                                                                 | Lý Thuần, Vương Cúc                                                                | Có |
| 2021 | 3 tháng 12     | Quần anh hội                                   | Ca khúc quảng bá Thế vận hội sinh viên Thành Đô 2021                                                                           |                                                                                    |    |
| 2021 | 27 tháng 12    | Yêu không kiềm chế                             | Ca khúc chủ đề kỷ niệm 4 năm game QQ Speed                                                                                     | Tiểu Quất Tử                                                                       | Có |
| 2022 | 22 tháng 2     | Biển và hải đăng                               | Nhạc cuối phim "Hôn nhân của chúng ta"                                                                                         | A Vân Ca                                                                           |    |
| 2022 | 31 tháng 3     | Ước nguyện ngày xuân                           | Ca khúc chủ đề phim "Tiểu nương tử nhà đồ tể"                                                                                  | Đồng Mộng Thực                                                                     | Có |
| 2022 | 2 tháng 4      | Sơn hà là tôi                                  | Ca khúc tưởng niệm anh hùng liệt sĩ nhân dịp Tiết Thanh minh                                                                   |                                                                                    | Có |
| 2022 | 30 tháng 4     | Em Yêu Anh                                     | Biểu diễn lần đầu trong chương trình "Like vì bài hát mùa 2 tập 4"                                                             |                                                                                    |    |
| 2022 | 15 tháng 7     | Mùa hạ yên tĩnh                                | Cover, hát gốc: Lương Tịnh Như Ca khúc chủ đề trang phục mùa hạ game "Vấn Đạo Mobile"                                          |                                                                                    | Có |
| 2022 | 27 tháng 7     | Dẫn bạn đi ăn ngon                             | Ca khúc chủ đề show "Nghe nói rất ngon"                                                                                        |                                                                                    |    |
| 2022 | 13 tháng 8     | Dẫn bạn đi ăn ngon (phiên bản Gia tộc ăn ngon) | Ca khúc chủ đề show "Nghe nói rất ngon"                                                                                        | Vương Diệu Khánh, Lâm Y Luân, La Nhất Châu                                         |    |
| 2023 | 4 tháng 4      | Power Girl                                     | Ca khúc chủ đề phim điện ảnh "Yêu Rất Mỹ Vị"                                                                                   | Lý Thuần, Vương Cúc                                                                | Có |
| 2023 | 8 tháng 4      | Huân chương bình phàm                          | Ca khúc chủ đề show "Tiệm tạp hóa trên mây (mùa 2)"                                                                            | Ngô Trạch Lâm, Uông Hàm, Đại Tỏa, Ngô Ba, Thẩm Mộng Thần, Vương Miễn, Uông Tinh Vũ |    |
| 2023 | 20 tháng 8     | Hoa tuyết nhung                                | Đơn khúc |                                                                                    |    |
| 2023 | 21 tháng 8     | Phiến vũ                                       | Nhạc phim "Thành phố của cô ấy"                                                                                                |                                                                                    |    |
| 2024 | 8 tháng 3      | Uyên ương hí                                   | Đơn khúc |                                                                                    |    |
| 2024 | 25 tháng 9     | Đuổi theo ánh sáng                             | Ca khúc kỷ niệm 75 năm Quốc Khánh Trung Quốc                                                                                   | Vương Hạc Đệ                                                                       |    |
| 2024 | 30 tháng 12    | Chạm đến đáy lòng anh                          | Biểu diễn lần đầu trong chương trình "Time Concert 4" EP13                                                                     |                                                                                    |    |
| 2025 | 15 tháng 1     | Chìa khoá                                      | |                                                                                    |    |
| 2025 | 7 tháng 3      | Tương tư dao                                   | |                                                                                    |    |
| 2025 | 19 tháng 4     | Cupid Cupid                                    | Nhạc phim "Thành Gia" |                                                                                    |    |
| 2025 | 26 tháng 4     | Người yêu thường tôi                           | Nhạc phim "Độc nhất vô nhị" | MILDCURE                                                                           |    |
| 2025 | 20 tháng 5     | Thiều quang                                    | Nhạc phim "Thiều hoa nhược cẩm"                                                                                                |                                                                                    |    |

### Biểu diễn sân khấu
Biểu diễn trong các đêm hội, buổi lễ, lễ hội âm nhạc quy mô lớn...
| Năm  | Ngày xuất bản | Sân khấu                                                                 | Ca khúc                                                                            | Hợp tác                                                                      | Ghi chú                 |
| 2005 | 1 tháng 1     | Đêm hội năm mới đài Hồ Nam                                               |                                                                                    |                                                                              |                         |
| 2005 | 23 tháng 2    | Hỉ nhạc hội Nguyên tiêu đài Hồ Nam                                       | Chua chua ngọt ngọt chính là tôi                                                   |                                                                              |                         |
| 2005 | 19 tháng 8    | Lễ khai mạc Đại hội thể thao Trung - Hàn lần thứ nhất                    | Cuối cùng cũng được nghỉ rồi, Muốn hát cứ hát                                      |                                                                              |                         |
| 2005 | 19 tháng 9    | Đêm hội kỷ niệm 6 năm "Âm họa thời thượng" - CCTV                        | Để chúng ta cùng quẩy mái chèo                                                     |                                                                              |                         |
| 2005 | 12 tháng 11   | Hoan lạc thịnh điển "Lựa chọn của đưa trẻ" - CCTV                        | Cuối cùng cũng được nghỉ rồi                                                       |                                                                              | Kênh trẻ em đài CCTV    |
| 2005 | 25 tháng 12   | Lễ trao giải Cành cọ vàng Trung Quốc lần thứ nhất                        | Mùa đáng nhớ nhất                                                                  |                                                                              |                         |
| 2005 | 31 tháng 12   | Đêm hội cuối năm tại Quảng trường thời đại Hongkong                      |                                                                                    |                                                                              |                         |
| 2006 | 26 tháng 4    | Lễ trao giải âm nhạc Bắc Kinh 2005                                       | Mẹ ơi con yêu mẹ                                                                   |                                                                              | Bắc Kinh vệ thị         |
| 2006 | 1 tháng 11    | Hoan lạc thịnh điển "Lựa chọn của đưa trẻ" - CCTV                        | Mẹ ơi con yêu mẹ                                                                   |                                                                              | Kênh trẻ em đài CCTV    |
| 2007 | 14 tháng 1    | Lễ trao giải âm nhạc vô tuyến lần thứ nhất                               | Hy vọng                                                                            |                                                                              | Mặc hàn phục biểu diễn  |
| 2007 | 1 tháng 5     | Hồng Ngũ Nguyệt ca hội                                                   | Đôi mắt của ngôi sao, Baby and Dear                                                | Trương Hàng Duệ                                                              |                         |
| 2007 | 4 tháng 5     | Lễ hội âm nhạc Triều Dương lưu hành Bắc Kinh                             | Mẹ ơi con yêu mẹ, Thanh xuân vô địch                                               |                                                                              |                         |
| 2008 | 17 tháng 5    | Đêm hội kêu gọi quyên góp giúp đỡ trẻ em vùng thiên tai                  | Một thân cây lớn                                                                   |                                                                              | Lữ Du Vệ Thị            |
| 2009 | 9 tháng 10    | Đêm tiệc "Bạn tôi đồng hành"                                             | Mẹ ơi con yêu mẹ                                                                   |                                                                              | Kênh tống nghệ CCTV     |
| 2010 | 1 tháng 10    | Phi phàm thịnh điển - Chiết Giang vệ thị                                 | Đêm đêm đêm đêm,Thổ lộ, Chủ đả ca của tình yêu                                     |                                                                              |                         |
| 2010 | 11 tháng 10   | Lễ khai mạc đại hội thể thao tỉnh An Huy lần thứ 12                      | Tiếng ca và mỉm cười                                                               |                                                                              |                         |
| 2010 | 2 tháng 11    | Đêm hội Chiết Giang vệ thị                                               | Ca vũ thanh xuân, Yes or No                                                        | Viên Dã, Trương Luân Thạc                                                    |                         |
| 2012 | 2 tháng 12    | Lễ trao giải chung kết phong thái ngôn ngữ ký hiệu Bắc Kinh lần thứ nhất | Mỗi người một ước mơ                                                               |                                                                              |                         |
| 2013 | 3 tháng 2     | Xuân vãn thanh thiếu niên Internet                                       | Mỗi người một ước mơ                                                               |                                                                              |                         |
| 2013 | 6 tháng 2     | Đêm tiệc tết âm lịch thành phố Sóc Châu, tỉnh Sơn Tây                    | Muốn hát cứ hát                                                                    |                                                                              |                         |
| 2013 | 8 tháng 2     | Bách thành xuân vãn                                                      | Mùa đáng nhớ nhất, Những năm tháng ấy, Trong tiếng hát của em                      | Từ Gia Vỹ, La Luyện Vũ                                                       | Thâm Quyến Vệ Thị       |
| 2013 | 9 tháng 2     | Vườn trường xuân vãn toàn quốc lần thứ 13                                | Mùa đáng nhớ nhất                                                                  |                                                                              | Kênh trẻ em CCTV        |
| 2013 | 31 tháng 12   | Đêm hội năm mới 2013 - 2014 đài Hồ Nam                                   | Tiếp tục - Gửi tuổi 15 của tôi                                                     | Tuyển thủ Supergirl 2004                                                     |                         |
| 2016 | 1 tháng 1     | Nhạc hội năm mới "Hoa khai thiên hạ" đài Tứ Xuyên                        | Chua chua ngọt ngọt chính là tôi, Theo đuổi ước mơ, Thần tình yêu luôn gõ nhầm cửa |                                                                              |                         |
| 2016 | 22 tháng 2    | Hỉ nhạc hội Nguyên Tiêu đài Hồ Nam                                       | Chúc mừng                                                                          | Dương Ngọc Oánh                                                              |                         |
| 2019 | 6 tháng 6     | Kỷ niệm 10 năm thành lập Quỹ phúc lợi người khuyết tật Bắc Kinh          | Một triệu khả năng                                                                 |                                                                              | Vũ đạo ngôn ngữ ký hiệu |
| 2020 | 17 tháng 8    | Đêm hội 818 đài Đông Phương                                              | Can You Feel the Love Tonight                                                      | A Vân Ca                                                                     |                         |
| 2020 | 18 tháng 8    | Đêm hội 818 đài Hồ Nam                                                   | Muộn phiền ngày mai cứ để ngày mai, Tỷ Tỷ vô giá                                   | Vương Phi Phi, Mạnh Giai, Úc Khả Duy, Thẩm Mộng Thần, Huỳnh Hiểu Minh        | Hát nhảy                |
| 2020 | 20 tháng 9    | Đài Hồ Nam - Thấy cuộc sống tươi đẹp                                     | May mắn bé nhỏ, Hey! Cô nương                                                      | Kim Sa                                                                       | Đệm ghi ta              |
| 2020 | 29 tháng 9    | Lễ ra mắt phim "Tôi và quê hương tôi"                                    | Tình yêu thôn nhỏ                                                                  |                                                                              |                         |
| 2020 | 1 tháng 10    | Đêm hội trung thu đài CCTV                                               | Người tha hương                                                                    | Đông Thiết Hâm                                                               |                         |
| 2020 | 31 tháng 10   | Đêm hội 11.11 đài Hồ Nam                                                 | Chiêu bài động tác                                                                 | Kim Thần, Thẩm Mộng Thần, Vương Phi Phi                                      | Hát nhảy                |
| 2020 | 6 tháng 12    | Chung kết cuộc thi "Cao điệu thiếu niên" - Tiktok                        | Đan thanh mặc lục                                                                  |                                                                              |                         |
| 2020 | 11 tháng 12   | Đêm hội 12.12 đài Hồ Nam                                                 | Trung Quốc chế tạo                                                                 | Lý Tư Đan Ny                                                                 | Đàn cổ tranh            |
| 2020 | 20 tháng 12   | Nhạc hội Nga Thứ Nguyên - Tencent                                        | Đan thanh mặc lục                                                                  |                                                                              |                         |
| 2020 | 31 tháng 12   | Đêm nhạc chào năm mới 2021 đài CCTV                                      | Một triệu khả năng                                                                 |                                                                              |                         |
| 2021 | 24 tháng 1    | Lễ trao giải Vương giả vinh diệu 2020                                    | Bạn và tôi đều là vương giả                                                        | Kim Thần, Lý Tư Đan Ny, Mạnh Giai, Úc Khả Duy                                | Hát nhảy                |
| 2021 | 12 tháng 2    | Bách hoa nghênh xuân                                                     | Thiếu niên                                                                         | Mộng Nhiên, Hồ Hạ, Tôn Kiên                                                  |                         |
| 2021 | 12 tháng 2    | Đêm hội mùa xuân đài Đông Phương                                         | Nổi gió rồi                                                                        | Dư Địch, Diêm Vĩnh Cường                                                     |                         |
| 2021 | 14 tháng 2    | Đêm tình yêu 214 Tiểu Hồng Thư - đài Giang Tô                            | Trò đùa tinh nghịch                                                                | Vu Mông Lung                                                                 | Đệm piano               |
| 2021 | 1 tháng 4     | Tâm liền tâm - CCTV                                                      | Chúng ta đều là người theo đuổi ước mơ                                             | Chu Chính Đình                                                               |                         |
| 2021 | 18 tháng 8    | Đêm hội 818 Đài Hồ Nam                                                   | Cực tốc chiến cơ                                                                   |                                                                              | Hát nhảy                |
| 2021 | 21 tháng 9    | Đêm hội Trung thu Đài CCTV                                               | Trăng lên                                                                          | Trịnh Khải                                                                   |                         |
| 2021 | 21 tháng 9    | Đêm hội Trung thu Đài Hồ Nam                                             | May mắn bé nhỏ                                                                     |                                                                              | Đệm piano               |
| 2021 | 21 tháng 9    | Lễ khai mạc lễ hội ánh sáng Vô Tích lần thứ nhất                         | Xích linh                                                                          |                                                                              |                         |
| 2021 | 2 tháng 10    | Tôi rất Trung Quốc - Mừng quốc khánh - Đài CCTV                          | Sao trời biển rộng                                                                 | Vương Gia                                                                    |                         |
| 2021 | 15 tháng 10   | Đêm hội Douyin diệu kỳ                                                   | Cô nàng tiêu sái                                                                   | Kim Thần, Lý Tư Đan Ny                                                       | Hát nhảy                |
| 2022 | 14 tháng 1    | Vòng chung kết S-League 2021                                             | Đan thanh mặc lục                                                                  |                                                                              |                         |
| 2022 | 14 tháng 1    | Vòng chung kết S-League 2021                                             | Cực tốc chiến cơ                                                                   |                                                                              | Hát nhảy                |
| 2022 | 2 tháng 2     | Bản giao hưởng tân xuân 2022 - CCTV                                      | Tưu hề như phong                                                                   | Dàn giao hưởng Bắc Kinh                                                      |                         |
| 2022 | 5 tháng 4     | Cổ vận tân thanh Thanh minh - CCTV                                       | Kinh thi - Trịnh phong - Ngoài đồng có cỏ dại                                      |                                                                              |                         |
| 2022 | 4 tháng 8     | Cổ vận tân thanh Thất tịch - CCTV                                        | Sao Khiên Ngưu xa xa                                                               |                                                                              |                         |
| 2022 | 10 tháng 9    | Đêm hội Trung thu - CCTV                                                 | Cát khánh đoàn viên                                                                | Thái Quốc Khánh                                                              |                         |
| 2023 | 29 tháng 9    | Đêm hội Trung thu - Đài Hồ Nam                                           | Hồi mã thương                                                                      |                                                                              | Múa thương              |
| 2023 | 10 tháng 11   | Đêm hội 11.11 - Tmall                                                    | Mi phi sắc vũ                                                                      | Vương Phi Phi, Lý Tư Đan Ny, Chi Pu                                          | Hát nhảy                |
| 2024 | 1 tháng 1     | Nhạc hội mừng năm mới khu Vịnh Lớn                                       | Ánh trăng trong thành phố                                                          | Joi Chua                                                                     |                         |
| 2024 | 27 tháng 1    | Đêm Hàng Thiên - CCTV                                                    | Tinh Quang (Starlight)                                                             | La Nhất Châu                                                                 |                         |
| 2024 | 5 tháng 2     | Đêm Kinh Điển - CCTV                                                     | Chín chín ngày nắng đẹp                                                            | Nhóm Hảo Muội Muội                                                           |                         |
| 2024 | 5 tháng 2     | Đêm Đáp án diệu kỳ - Zhihu                                               | Bạn cùng bàn                                                                       |                                                                              |                         |
| 2024 | 9 tháng 2     | Kuaishou Gia Niên Hoa 2024                                               | Uyên ương hí, Lại ngoảnh đầu                                                       |                                                                              |                         |
| 2024 | 10 tháng 2    | Bách Hoa Nghênh Xuân                                                     | 365 lời chúc phúc                                                                  | Vương Tổ Lam, Trương Hàn, Văn Kỳ, Vương Nhạc Quân, Lương Gia Bảo             |                         |
| 2024 | 28 tháng 4    | Đêm Phi Phàm Huya 2024                                                   | Hoa tuyết nhung                                                                    |                                                                              |                         |
| 2024 | 11 tháng 6    | Concert 20 năm Sữa chua Mông Ngưu - Trạm Thành Đô                        | Chua chua ngọt ngọt chính là tôi, Đan thanh mặc lục, Song hoa                      |                                                                              |                         |
| 2024 | 15 tháng 6    | Đại hội Diễn đàn Eo biển lần thứ 16                                      | Nếu nhớ nhung thì cứ nhớ nhung                                                     | Trần Nghiên Hy                                                               |                         |
| 2024 | 3 tháng 7     | Concert 20 năm Sữa chua Mông Ngưu - Trạm Trịnh Châu                      | Chua chua ngọt ngọt chính là tôi, Đan thanh mặc lục, Hoa tuyết nhung               |                                                                              |                         |
| 2024 | 7 tháng 9     | Đêm hội Trung Quốc Lang                                                  | Vũ khúc thanh xuân, Đan thanh mặc lục, Hoa tuyết nhung                             |                                                                              |                         |
| 2024 | 8 tháng 9     | Đêm hội Chua ngọt - Đài Hồ Nam                                           | Chua chua ngọt ngọt chính là tôi                                                   |                                                                              |                         |
| 2024 | 12 tháng 9    | Đêm hội Trung thu - Douyin                                               | Ôn nhu phản kích, Đan thanh mặc lục                                                |                                                                              |                         |
| 2024 | 17 tháng 9    | Đêm hội Trung thu - CCTV                                                 | Xích Linh                                                                          | Lý Ngọc Cương                                                                |                         |
| 2024 | 12 tháng 11   | Đêm hội chiêu thương - MangoTV                                           | Phải không, Đi đến nơi có gió                                                      | Thương Văn Tiệp, Hà Khiết, Lý Tư Đan Ny, Lý Tiêu Vân                         |                         |
| 2024 | 23 tháng 11   | All Star Yunzi Concert                                                   | Môi triệu khả năng, Hoa tuyết nhung, Dạo, Muốn hát cứ hát                          |                                                                              |                         |
| 2024 | 14 tháng 12   | Concert Vô hạn X - Trạm Nam Xương                                        | Một triệu khả năng, Đừng hoảng sợ mặt trời lặn rồi còn có ánh trăng                |                                                                              |                         |
| 2024 | 31 tháng 12   | Đêm hội năm mới - Đài Hồ Nam                                             | APT                                                                                | Trương Dư Hi, Thẩm Mộng Thần, Lý Tư Đan Ny, Viên Vịnh Lâm                    |                         |
| 2025 | 1 tháng 1     | Nhạc hội mừng năm mới khu Vịnh Lớn                                       | Liên khúc nụ xuân                                                                  | Trần Bối Nhi, Vương Tâm Dã                                                   |                         |
| 2025 | 23 tháng 1    | Đêm Kinh điển 2025 - CCTV                                                | Truy mộng nhân                                                                     | Vương Diệu Khánh                                                             |                         |
| 2025 | 28 tháng 1    | Kim xà vũ động - Trung Quốc Niên vị - CCTV                               | Tương tư dao                                                                       | Quách Vũ Ngang                                                               |                         |
| 2025 | 28 tháng 1    | Xuân Vãn 2025 - CCTV                                                     | Mọi chuyện đều tốt đẹp Chúc mừng năm mới Đêm nay khó quên                          | Mã Tư Thuần, Uông Tô Lang, Ngô Lỗi, Trương Tân Thành, Mạnh Giai, Kim Thần... |                         |
| 2025 | 29 tháng 1    | Bách Hoa Nghênh Xuân 2025                                                | Kim Phong Ngọc Lộ                                                                  | Hoàng Linh, Trần Đô Linh, Mạnh Tử Nghĩa                                      |                         |
| 2025 | 29 tháng 1    | Xuân Vãn 2025 - Đài Giang Tô                                             | Đừng hoảng sợ mặt trời lặn rồi còn có ánh trăng                                    |                                                                              |                         |
| 2025 | 20 tháng 2    | Concert Nice to meet you tháng 2                                         | Wonderful U Bích Thượng Quan                                                       |                                                                              |                         |
| 2025 | 30 tháng 3    | Diễn đàn truyền thông Internet Trung Quốc 2025                           | Tặng bạn một đoá hoa hồng nhỏ                                                      | Nguỵ Đại Huân                                                                |                         |
| 2025 | 17 tháng 5    | Top x Timeless Music and Arts Festival                                   | Muốn ôm người biết bao, Một triệu khả năng, Người yêu thương tôi                   | Hồ Hải Tuyền                                                                 |                         |

### Concert cá nhân
| Năm  | Ngày tổ chức | Tên concert                                                   | Địa điểm                                        | Danh sách ca khúc | Khách mời                                         |
| 2024 | 3 tháng 8    | "Buổi đầu tiên" Concert douyin hạn định 20 năm Trương Hàm Vận | Nhà thi đấu Trung tâm thể thao Olympic Bắc Kinh | 1. Cực tốc chiến cơ 2. Ôn nhu phản kích 3. Thích anh 4. Dạo 5. Điều tốt đẹp đánh mất 6. Chua chua ngọt ngọt chính là tôi 7. Trưởng thành một mình 8. Đôi mắt của vì sao 9. Một triệu khả năng 10. Wonderful U 11. Đó là vì chúng ta cảm nhận được nỗi đau 12. Tình đầu chưa trọn 13. Mưa tình yêu 14. Girl Power 15. Song hoa 16. Đan thanh mặc lục 17. Đừng sợ có ánh sáng 18. Hoa tuyết nhung 19. Mùa nhớ thương nhất 20. Muốn hát cứ hát | 1. Bàng Kỳ 2. Lý Thuần 3. Vương Cúc 4. Lam Tâm Vũ |

## Phim

### Phim truyền hình
| Năm phát sóng lần đầu | Tên phim                                                     | Nhân vật                         | Ghi chú  |
| 2006                  | Lãng kích thiên nhai                                         | Tương Châu                       | Vai phụ  |
| 2007                  | Long phượng trình tường                                      | Khương Hi Hi                     | Vai phụ  |
| 2009                  | An Đậu và Hắc Tử                                             | Hốt Hốt, Du Du                   | Nữ chính |
| 2012                  | Gia đình kỳ lạ                                               | Đỗ Tiểu Ban                      | Cameo    |
| 2013                  | Vì tình yêu có nhiều điều tốt đẹp                            | Kỳ Kỳ                            | Vai phụ  |
| 2016                  | Tân Tiêu Thập Nhất Lang                                      | Tiểu Công Tử                     | Vai phụ  |
| 2016                  | Lan Lăng Vương Phi                                           | Nguyên Thanh Tỏa / Đoạn Mộc Liên | Nữ chính |
| 2018                  | Minh Lan Truyện                                              | Thịnh Thục Lan                   | Cameo    |
| 2019                  | Trùng Nhĩ truyện                                             | Tề Khương                        | Nữ chính |
| 2021                  | Yêu Rất Mỹ Vị                                                | Phương Hân                       | Nữ chính |
| 2022                  | Nhất đại hồng thương                                         | Lưu Thiên Quyên                  | Nữ chính |
| 2022                  | Tiểu nương tử nhà đồ tể (Ngọc diện đào hoa tổng tương phùng) | Hồ Kiều                          | Nữ chính |
| 2023                  | Thành phố của cô ấy                                          | Anh Tiểu Mỹ                      | Nữ chính |
| Chưa phát sóng        | Nam Yên Trai Bút Lục (Nhất Khúc Tam Sênh)                    | Đới Vãn Thanh                    | Vai phụ  |

### Phim điện ảnh
| Năm phát hành  | Tên phim                                             | Nhân vật      | Ghi chú    |
| 2013           | Tình đầu chưa trọn                                   | Đổng Thu Thu  | Nữ chính   |
| 2023           | Yêu Rất Mỹ Vị                                        | Phương Hân    | Nữ chính   |
| 2024           | Thiếu niên và chim diệc (phiên bản lồng tiếng Trung) | Himi / Hỏa Mĩ | Lồng tiếng |
| Chưa phát sóng | Đơn bản trù thần                                     | Lãnh San      | Nữ chính   |

## MV/ Phim ngắn
| Năm  | Phim ngắn                           | Nhân vật                         | Ghi chú                                                                         |
| 2005 | Phim ngắn hài hước "Ở nhà một mình" | Em gái                           | Hợp tác với Lý Hướng, chương trình "Âm họa thời thượng" trên kênh CCTV Tổng hợp |
| 2010 | MV ca khúc "Tomboy" của Đỗ Hải Đào  | Nữ chính                         | Album Khoái lạc gia tộc                                                         |
| 2014 | Quảng bá ngôn ngữ ký hiệu Bắc Kinh  | Đại sứ quảng bá ngôn ngữ ký hiệu | Phát sóng trên tất cả các kênh của đài truyền hình Bắc Kinh                     |

## Chương trình truyền hình

### Chương trình tạp kỹ cố định
| Năm         | Nền tảng truyền hình | Chương trình                       | Ghi chú                         |
| 2004        | Hồ Nam               | Siêu cấp nữ thanh (Super girl)     | Quý quân                        |
| 2005 - 2009 | CCTV                 | Tour Trung Quốc vui vẻ             |                                 |
| 2010        | Chiết Giang          | Phi đồng phàm hưởng                | Quý quân                        |
| 2015        | Hồ Nam               | Thần tượng đến rồi (Up Idol) mùa 1 |                                 |
| 2017        | Mango TV             | Manh sư giá đáo                    |                                 |
| 2020        | Hồ Nam               | Thanh lâm kỳ cảnh (mùa 3)          | Quý quân                        |
| 2020        | Mango TV             | Tỷ tỷ đạp gió rẽ sóng (mùa 1)      | Vào chung kết, không thành đoàn |
| 2022        | Chiết Giang          | Nghe nói rất ngon (mùa 2)          |                                 |
| 2022        | Hồ Nam               | Tiệm tạp hóa trên mây (mùa 2)      |                                 |
| 2023        | Tencent TV           | Chiến chí điên phong (mùa 2)       | Vào bán kết                     |
| 2023        | Youku TV             | Bài hát OST hay (mùa 1)            | Tập 6 - 10                      |
| 2023        | Chiết Giang          | Nghe nói rất ngon (mùa 3)          |                                 |
| 2023        | Tencent TV, Tứ Xuyên | Trận chiến tình yêu nóng bỏng      |                                 |
| 2024        | Hồ Nam               | Buổi hòa nhạc thời gian (mùa 5)    |                                 |

### Chương trình tạp kỹ không cố định
| Năm  | Thời gian phát sóng      | Nền tảng truyền hình | Chương trình                                                   | Ghi chú                                                                                       |
| 2005 | 6 tháng 8                | Sơn Đông             | Dương Quang Khoái Xa Đạo                                       | Tuyên truyền album "Tôi là Trương Hàm Vận"                                                    |
| 2005 | 15 tháng 9               | CCTV                 | Âm họa thời thượng                                             | Buổi biểu diễn của các tuyển thủ Super girl                                                   |
| 2005 | 18 tháng 9               | Hồ Nam               | Giải trí vô cực hạn                                            | Buổi biểu diễn trung thu dành cho thiếu nhi                                                   |
| 2005 | 7 tháng 10               | Giang Tô             | Ngôi sao lớn phi thường                                        | Gọi điện cho mẹ                                                                               |
| 2005 | 18 tháng 11              | Hồ Nam               | Ca hội âm nhạc không ngừng                                     | Tuyên truyền album đặc biệt, diễn tấu đàn tranh "Lưu Dương Hà"                                |
| 2006 | 30 tháng 1               | Hồ Nam               | Happy Camp                                                     | Tiết mục năm mới đặc biệt: Ma huyễn Party                                                     |
| 2007 | 8 tháng 3                | Bắc Kinh             | Tôi yêu năm 2008 của tôi                                       | Chủ đề nghênh đón Thế vận hội Bắc Kinh 2008                                                   |
| 2007 | 21 tháng 4               | An Huy               | Kịch cương hành động                                           | Cùng Uông Hàm                                                                                 |
| 2007 | 10 tháng 6               | Quảng Đông           | Yêu nhất chủ đả tinh                                           | Tuyên truyền album "Thanh xuân vô địch"                                                       |
| 2007 | 23 tháng 6               | Thiên Tân            | Khoái lạc chuyển chuyển chuyển                                 | Trình bày ca khúc "Mỗi người một ước mơ", tuyên truyền phim "Bí mật của Bảo hồ lô"            |
| 2010 | 27 tháng 11              | Liêu Ninh            | Minh tinh mau đứng lên                                         |                                                                                               |
| 2013 | 16 tháng 5               | Hồ Nam               | Bách biến đại ca tú (mùa 4)                                    | Mô phỏng Mai Diễm Phương, trình bay ca khúc "Tịch dương chi ca"                               |
| 2013 | 14 tháng 6               | Thâm Quyến           | Niên đại tú                                                    | Trình bày ca khúc "Chua chua ngọt ngọt chính là tôi"                                          |
| 2013 | 5 tháng 10               | Hồ Nam               | Happy Camp                                                     | Tuyên truyền phim "Vì tình yêu có nhiều điều tốt đẹp"                                         |
| 2015 | 12 tháng 9               | Hồ Nam               | Happy Camp                                                     | Cùng CNBLUE, Trương Dư Hi                                                                     |
| 2015 | 25 tháng 12              | Hồ Nam               | Ngày ngày tiến lên                                             | Nhật ký du học Anh quốc                                                                       |
| 2016 | 3 tháng 12               | Hồ Nam               | Happy Camp                                                     | Tuyên truyền phim "Lan Lăng Vương Phi", trình bày ca khúc "Tôi muốn em"                       |
| 2017 | 24 tháng 2, 3 tháng 3    | Chiết Giang          | Vương bài đối vương bài (mùa 2, tập 6-7)                       | Hậu cung số đặc biệt                                                                          |
| 2017 | 14 tháng 7               | Hồ Nam               | Ngày ngày tiến lên                                             | Đại thưởng đồ ăn vặt                                                                          |
| 2017 | 15 tháng 9               | CCTV                 | Mị lực Trung Quốc thành (mùa 1): đấu vòng loại tập 10          | Trợ chiến cho quê hương Đức Dương, trình bày ca khúc "Tôi yêu bầu trời xanh Tổ quốc"          |
| 2018 | 1 tháng 1                | CCTV                 | Mị lực Trung Quốc thành (mùa 1): Mị lực thịnh điển             | Trợ chiến cho quê hương Đức Dương, trình bày ca khúc "Tôi yêu bầu trời xanh Tổ quốc"          |
| 2018 | 6 tháng 10               | Chiết Giang          | Tôi là diễn viên: tập 5                                        | Biểu diễn tiết mục "Cửa hàng đêm"                                                             |
| 2020 | 23 tháng 2               | Hồ Nam               | Ngày ngày tiến lên                                             | Lồng tiếng "Cậu xem ra ăn rất ngon"                                                           |
| 2020 | 14 tháng 11              | Hồ Nam               | Happy Camp                                                     | Tuyên truyền phim "Xích hồ thư sinh"                                                          |
| 2021 | 8 tháng 1, 15 tháng 1    | Hồ Nam               | Hành trình yêu nhạc của tỷ tỷ: tập 10-11                       | Tây An trạm, trình bày ca khúc "Đan thanh mặc lục"                                            |
| 2021 | 6 tháng 3                | Hồ Nam               | Happy Camp                                                     | Tuyên truyền ca khúc "Ôn nu phản kích"                                                        |
| 2021 | 28 tháng 3               | CCTV                 | Kinh điển vịnh lưu truyền: Mùa 4 tập 7                         | Trình bày ca khúc "Thiên nhai tiểu vũ"                                                        |
| 2021 | 30 tháng 4, 7 tháng 5    | Chiết Giang          | Running Brother mùa 5, tập 2-3                                 | Chủ đề "Bảo vệ quốc bảo"                                                                      |
| 2021 | 20 tháng 11              | CCTV                 | Đại hội khảo cổ Trung Quốc                                     |                                                                                               |
| 2022 | 23 tháng 4, 30 tháng 4   | Chiết Giang          | Like vì bài hát: Mùa 2, tập 3-4                                | Trình bày ca khúc "Mưa tình yêu" và "Em yêu anh"                                              |
| 2022 | 9 tháng 11               | Giang Tô             | 2060 Nguyên âm chi cảnh                                        | Trình bày ca khúc "Tình đầu chưa trọn", "Đưa cho anh lọ thuốc ma thuật", "Sao trời biển rộng" |
| 2023 | 27 tháng 9 và 4 tháng 10 | Mango TV             | Trốn thoát khỏi mật thất mùa 5 phiên bản IP đối trọng, tập 3-4 | Cùng các Tỷ tỷ đạp gió rẽ sóng                                                                |
| 2023 | 20 tháng 10              | CCTV                 | Bữa ăn ngàn năm                                                |                                                                                               |
| 2023 | 2 tháng 12, 9 tháng 12   | Chiết Giang          | Nhật ký mỹ thực siêu bùng cháy                                 |                                                                                               |
| 2024 | 6 tháng 2                | CCTV                 | Cùng chia sẻ những điều tốt đẹp                                | Trình bày ca khúc "Thành phố Panda"                                                           |
| 2024 | 7 tháng 6, 14 tháng 6    | Chiết Giang          | Thanh âm trời ban Mùa 5 tập 7-8                                | Trình bày ca khúc "Skinny love" cùng Mika; ca khúc "Thỏa hiệp" cùng Diêu Hiểu Đường           |
| 2025 | 23 tháng 1               | Douyin               | 2 vạn dặm truy hoa                                             |                                                                                               |
| 2025 | 16 tháng 5               | Chiết Giang          | Thanh âm trời ban Mùa 6 tập 5                                  | Trình bày ca khúc "Ở cạnh bên người" cùng Lưu Vũ Ninh                                         |

### MC
| Năm  | Nền tảng truyền hình | Chương trình                      | Ghi chú     |
| 2005 | Lữ Du                | Vui vẻ mặc ta đi                  | MC thay thế |
| 2007 | Sơn Đông             | Trung Quốc truyện cười            |             |
| 2007 | Cát Lâm              | 8 giờ siêu vui vẻ                 | MC thay thế |
| 2009 | Lữ Du                | BAZAAR phải thời thượng           |             |
| 2009 | Lữ Du                | Cuộc sống thành thị               |             |
| 2009 | Lữ Du                | Sóng dữ tinh vũ môn               |             |
| 2011 | Chiết Giang          | Khoái lạc lam thiên hạ            |             |
| 2021 | Mango TV             | Anh trai vượt mọi chông gai mùa 1 | MC tập 1    |

## Sách
| Năm  | Tên                   | Tác giả                             | Nhà xuất bản | ISBN               |
| 2005 | Tôi là Trương Hàm Vận | Trương Hàm Vận, Hắc Nam, Trần Cương | Thế kỷ 21    | ISBN 9787539130538 |

## Đại diện

### Phúc lợi xã hội
| Năm  | Dự án | Loại đại diện                    | Ghi chú |
| 2006 | "Ngày tuyên thệ thành niên năm 2006" do Phòng Thương mại Thanh niên Liên Úc tại Ma Cao                                     | Đại sứ Thanh niên                |         |
| 2006 | Dự án "Hoàng hôn hạnh phúc, người cao tuổi khỏe mạnh" của Hiệp hội từ thiện Trung Quốc                                     | Đại sứ tuyên truyền              |         |
| 2012 | Hiệp hội người khuyết tật Bắc Kinh                                                                                         | Đại sứ quảng bá ngôn ngữ ký hiệu |         |
| 2022 | Chương trình "Tôi vì cao nguyên trồng một cái cây" do Vườn quốc gia Tam Giang Nguyên tổ chức                               | Đại sứ bảo vệ rừng cao nguyên    |         |
| 2022 | Chương trình công ích "Tinh Nguyện Bảo Bối" giúp đỡ trẻ em khuyết tật hòa nhập cộng đồng                                   | Đại sứ tình yêu                  |         |
| 2022 | Chương trình "Mùa tuổi trẻ bùng cháy" do Weibo Stars phát động nhân dịp kỷ niệm 100 năm thành lập Đoàn thanh niên cộng sản | Thanh xuân thủ hộ quan           |         |

### Quảng cáo thương mại
| Năm  | Thương hiệu / Hoạt động                                               | Loại đại diện                                    | Ghi chú                                                                      |
| 2005 | Super Girl                                                            | Người phát ngôn hình tượng                       |                                                                              |
| 2005 | Sữa chua Mông Ngưu                                                    | Người phát ngôn                                  |                                                                              |
| 2005 | Game Kingsoft "Ảo tưởng xuân thu"                                     | Người phát ngôn                                  |                                                                              |
| 2005 | Cuộc thi thể thao điện tử Trung - Hàn                                 | Đại sứ Tuyên truyền Trung Quốc                   | Được sự bảo trợ của Trung ương Đoàn TNCS                                     |
| 2006 | Unilever "Pond's Cleansing Clay"                                      | Người phát ngôn                                  |                                                                              |
| 2006 | Saipan Cục Du lịch "Bắc Kinh - Saipan"                                | Đại sứ hình ảnh                                  |                                                                              |
| 2006 | Nhật báo "Kim nhật vạn chúng"                                         | Người đại diện hình ảnh (cô gái phát thanh viên) |                                                                              |
| 2006 | Đài truyền hình Hongkong "Thái Dương Kế hoạch"                        | Thiếu nữ mặt trời                                |                                                                              |
| 2007 | Điện thoại kỳ diệu của Disney                                         | Người phát ngôn                                  |                                                                              |
| 2007 | Chuyến tham quan Trung Quốc "Mikey Star Magic Show" của Disney        | Đại sứ quảng bá                                  |                                                                              |
| 2007 | Tập đoàn quốc tế Lạp Phương "Mỹ phẩm dòng tân thuần"                  | Người phát ngôn                                  |                                                                              |
| 2007 | Tổng công ty đĩa nhạc Trung Quốc "Cuộc thi âm nhạc thu âm Trung Quốc" | Người phát ngôn                                  |                                                                              |
| 2007 | Tập đoàn Trung Liên Hongkong "Dòng thực phẩm Hỉ Doanh Doanh"          | Người phát ngôn                                  |                                                                              |
| 2008 | Nhạc hội "Ánh sáng mộng ảo của Hello Kitty"                           | Đại sứ xúc tiến                                  |                                                                              |
| 2009 | Omar International "Dòng mỹ phẩm cấp tốc cho da"                      | Người phát ngôn                                  |                                                                              |
| 2009 | Công ty mỹ phẩm Leiqi Quảng Đông "Mỹ phẩm dòng Lôi Kỳ"                | Người phát ngôn                                  |                                                                              |
| 2011 | Swicke                                                                | Người phát ngôn thương hiệu                      |                                                                              |
| 2018 | Trang sức Kim Gia Phúc                                                | Người phát ngôn hình ảnh thương hiệu             |                                                                              |
| 2019 | Đồ ăn vặt Nhất Tảo Quang                                              | Người phát ngôn thương hiệu                      |                                                                              |
| 2020 | Trang phục Hotwind                                                    | Người phát ngôn hình ảnh thương hiệu             |                                                                              |
| 2020 | Tencent "Game Black Shark"                                            | Người phát ngôn                                  |                                                                              |
| 2020 | Thức uống Thang Thần Bội Kiện                                         | Đại sứ hào quang bình Yep tinh bột               |                                                                              |
| 2020 | Dầu gội Head & Shoulder                                               | Đại sứ thương hiệu                               |                                                                              |
| 2020 | Game Khai tâm tiêu tiêu lạc                                           | Trưởng đại sứ hạnh phúc                          |                                                                              |
| 2020 | L'Oreal Paris dòng trẻ hóa                                            | Đại sứ                                           | Người thử nghiệm từ tháng 8 đến tháng 9, chuyển sang làm đại sứ vào tháng 10 |
| 2020 | URBAN REVIVO                                                          | Người đại diện                                   |                                                                              |
| 2020 | OLAY                                                                  | Bạn thân dòng kem chống nắng                     |                                                                              |
| 2020 | Xe điện Mercedes-Benz EQC                                             | Người kiểm nghiệm                                |                                                                              |
| 2020 | Xe ô tô Cadillac                                                      | Cadillac Lady                                    |                                                                              |
| 2020 | Nutrition Care                                                        | Đại sứ quảng bá thương hiệu                      |                                                                              |
| 2021 | NBA Trung Quốc                                                        | Tân xuân quan trại tinh                          |                                                                              |
| 2021 | Tân sủng của tôi                                                      | Người phát ngôn hình ảnh thương hiệu             |                                                                              |
| 2021 | Thang Thần Bội Kiện                                                   | Yep play đại sứ sắc đẹp                          |                                                                              |
| 2021 | Game QQ Speed                                                         |                                                  |                                                                              |
| 2021 | OPPO Reno7 New Year Edition                                           |                                                  |                                                                              |
| 2022 | Son kem Giorgio Armani                                                |                                                  |                                                                              |
| 2022 | Mỹ phẩm Megaline                                                      | Đại sứ thương hiệu                               |                                                                              |
| 2022 | Game "Vấn Đạo Mobile"                                                 | Đại diện thương hiệu                             |                                                                              |
| 2022 | Thiết bị nhà bếp Lão bản ROKI                                         | Đại sứ thương hiệu                               |                                                                              |
| 2022 | Xe hơi Faw Volkswagen                                                 |                                                  |                                                                              |
| 2022 | Dầu gội đầu Mãn Đình                                                  | Đại diện thương hiệu                             |                                                                              |
| 2023 | Trà sữa Thư Diệc Thiêu Tiên Thảo                                      | Tinh phẩm điều chế quan                          |                                                                              |
| 2023 | Game Nhật ký ngự kiếm của ta                                          | Người đại diện                                   |                                                                              |
| 2023 | Điện thoại IQOO 12                                                    | Người trải nghiệm sản phẩm                       |                                                                              |

## Giải thưởng

### Âm nhạc
| Năm  | Lễ trao giải / Danh sách                                                                                           | Giải thưởng                                           | Tác phẩm                         | Kết quả   | tài liệu tham khảo |
| 2005 | Lễ trao giải Bảng xếp hạng âm nhạc Đông Nam Kình Bạo lần thứ 3                                                     | Nghệ sĩ mới xuất sắc nhất do truyền thông lựa chọn    |                                  | Đề cử     | [ 18 ]             |
| 2005 | Hội chợ triển lãm âm tượng quốc tế Trung Quốc lần thứ nhất                                                         | Kỷ lục tiêu thụ đĩa nhạc                              | Tôi là Trương Hàm Vận            | Đoạt giải | [ 19 ]             |
| 2005 | Lễ trao giải Thiên địa anh hùng bảng lần thứ 3                                                                     | Giải thưởng giọng ca mới (Nghệ sĩ mới của năm)        |                                  | Đoạt giải | [ 20 ]             |
| 2005 | Đài phát thanh và truyền hình Quảng Châu - Kim khúc kim bảng 2005                                                  | Nghệ sĩ nữ mới của năm                                |                                  | Đoạt giải | [ 21 ]             |
| 2005 | Đài phát thanh và truyền hình Quảng Châu - Kim khúc kim bảng 2005                                                  | Thập đại kim khúc đại lục                             | Chua chua ngọt ngọt chính là tôi | Đoạt giải | [ 21 ]             |
| 2005 | Tuần lễ nghệ thuật quảng cáo truyền hình quốc tế Trung Quốc (Tam Á) lần thứ nhất - Kim gia tử                      | Ca khúc quảng cáo hay nhất                            | Chua chua ngọt ngọt chính là tôi | Đoạt giải | [ 22 ]             |
| 2005 | Tuần lễ nghệ thuật quảng cáo truyền hình quốc tế Trung Quốc (Tam Á) lần thứ nhất - Kim gia tử                      | Nghệ sĩ quảng cáo mới                                 |                                  | Đoạt giải | [ 22 ]             |
| 2006 | Lễ trao giải Bảng xếp hạng âm nhạc Trung Quốc toàn cầu lần thứ 12                                                  | Nghệ sĩ mới được yêu thích nhất                       |                                  | Đề cử     | [ 23 ]             |
| 2006 | Lễ trao giải Bảng xếp hạng âm nhạc Trung Quốc toàn cầu lần thứ 12                                                  | Nghệ sĩ mới xuất sắc nhất                             |                                  | Đề cử     | [ 23 ]             |
| 2006 | Lễ trao giải Bảng xếp hạng âm nhạc Trung Quốc toàn cầu lần thứ 12                                                  | Bài hát của năm                                       | Cuối cùng cũng được nghỉ rồi     | Đề cử     | [ 23 ]             |
| 2006 | Lễ trao giải Bích Tuyết 2005                                                                                       | Nghệ sĩ mới xuất sắc nhất                             |                                  | Đoạt giải | [ 24 ]             |
| 2006 | Bảng xếp hạng Đông Phương Phong Vân Bảng lần thứ 13                                                                | Giải bạc cho Nghệ sĩ mới xuất sắc nhất                |                                  | Đoạt giải | [ 25 ]             |
| 2006 | Lễ vinh danh thường niên lần thứ 6 của Pepsi Music Billboard                                                       | Nghệ sĩ mới xuất sắc nhất khu vực Trung Quốc đại lục  | Tôi là Trương Hàm Vận            | Đề cử     | [ 26 ]             |
| 2006 | Tiếng nói âm nhạc của Đài phát thanh truyền hình nhân dân trung ương Trung Quốc 2005 - Danh sách xếp hạng hàng đầu | Nữ ca sĩ được yêu thích nhất Đại lục                  |                                  | Đoạt giải | [ 27 ]             |
| 2006 | Tiếng nói âm nhạc của Đài phát thanh truyền hình nhân dân trung ương Trung Quốc 2005 - Danh sách xếp hạng hàng đầu | Nghệ sĩ được học sinh, sinh viên yêu thích nhất       | Đoạt giải                        |           | [ 27 ]             |
| 2006 | Lễ trao giải "Năng lực ngôn ngữ quốc gia thành phố mới" ở Hồng Kông năm 2006                                       | Ca khúc Tân thành quốc ngữ lực                        | Mamamia                          | Đoạt giải | [ 28 ]             |
| 2006 | Lễ trao giải "Năng lực ngôn ngữ quốc gia thành phố mới" ở Hồng Kông năm 2006                                       | Ca sĩ xuất sắc toàn quốc do Media Major trao          |                                  | Đoạt giải | [ 28 ]             |
| 2006 | Lễ trao giải "Năng lực ngôn ngữ quốc gia thành phố mới" ở Hồng Kông năm 2006                                       | Ca sĩ mới Tân thành quốc ngữ lực                      |                                  | Đoạt giải | [ 28 ]             |
| 2007 | Lễ trao giải Kim khúc bảng 2007 TVB8                                                                               | Giải Kim khúc                                         | Vòng cổ ma thuật của công chúa   | Đề cử     |                    |
| 2014 | Lễ trao giải Vchare Awards lần thứ 2                                                                               | Kim khúc hợp xướng của năm khu vực Trung Quốc đại lục | Tình đầu chưa trọn               | Đoạt giải |                    |

### Diễn xuất
| Năm  | Lễ trao giải                                           | Giải thưởng                      | Tác phẩm                   | Kết quả | Tài liệu tham khảo |
| 2022 | Liên hoan phim truyền hình quốc tế Aollywood lần thứ 2 | Nữ diễn viên chính xuất sắc nhất | Phương Hân (Yêu Rất Mỹ Vị) | Đề cử   |                    |

### Vinh danh
| Năm  | Đơn vị trao giải                                                          | Vinh danh               |
| 2006 | Danh sách 100 ngôi sao nổi tiếng Trung Quốc theo Forbes                   | Hạng 71                 |
| 2007 | Danh sách 100 ngôi sao nổi tiếng Trung Quốc theo Forbes                   | Hạng 79                 |
| 2015 | Quỹ phúc lợi người tàn tật Trung Quốc Quỹ phúc lợi người tàn tật Bắc Kinh | Đại sứ người khuyết tật |
| 2021 | Đêm hội Weibo 2020                                                        | Nghệ sĩ đột phá của năm |